# Monument voor de Vrouw

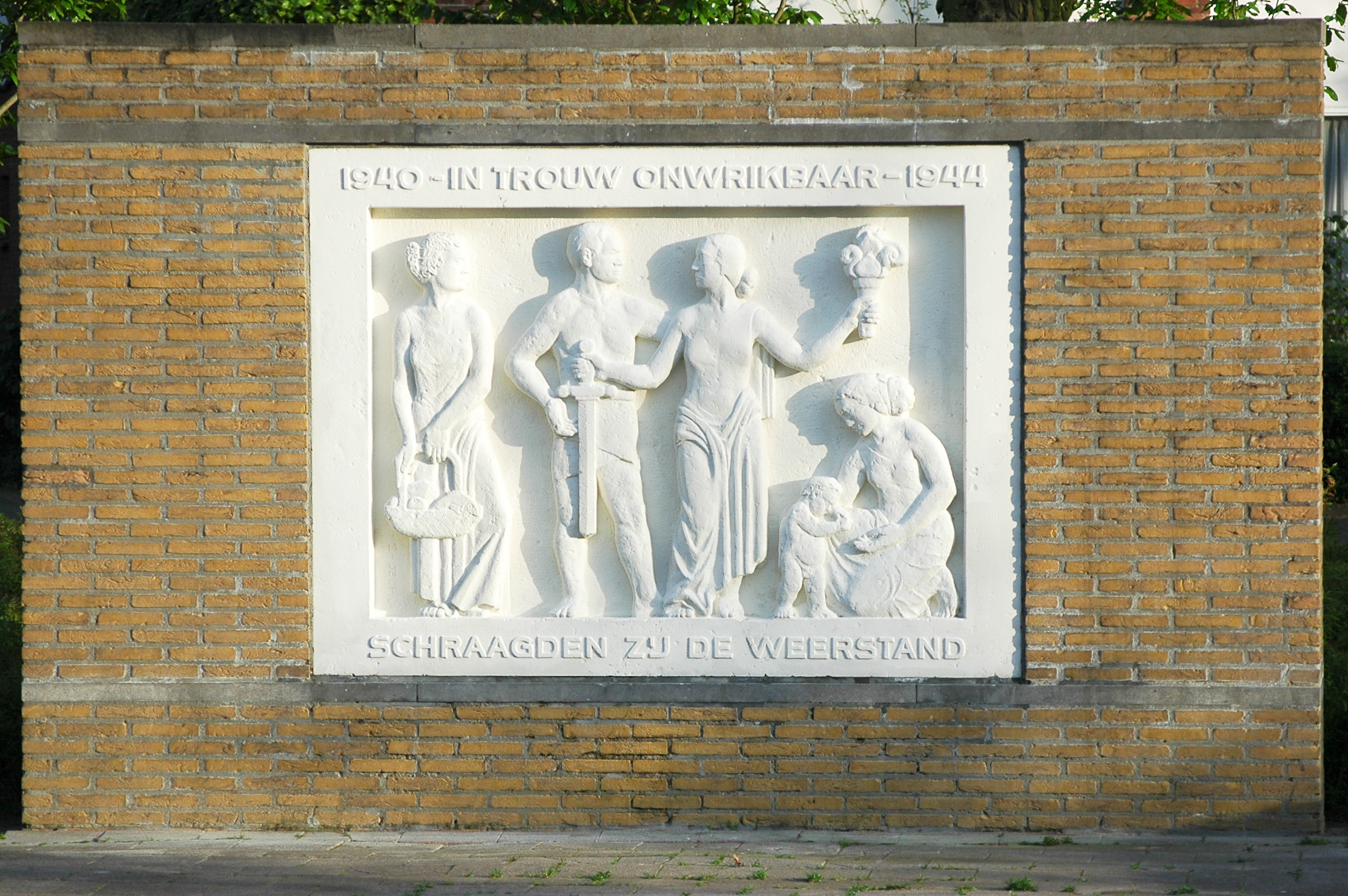
Monument voor de Vrouw

Het Monument voor de Vrouw is een monument in Eindhoven dat zich bevindt in het parkje tussen Parklaan en Zilvermeeuwlaan.
Het monument bestaat uit een kalkstenen reliëf dat ingemetseld is in een bakstenen muurtje. Het werd vervaardigd door Willy Mignot en werd in 1956 onthuld. Het is een schenking van de Stichting Oorlogsherdenking en memoreert de rol van de vrouw tijdens de bezetting.
Het reliëf verbeeldt drie vrouwenfiguren en een mannenfiguur. Links wordt de huisvrouw, rechts de moeder verbeeld, en de middelste vrouw overhandigt een zwaard aan de man.
De tekst op het monument luidt:
1940 - IN TROUW ONWRIKBAAR - 1944
SCHRAAGDEN ZIJ DE WEERSTAND